# Eugène Godin (bibliothécaire)
Pour les articles homonymes, voir Eugène Godin (sculpteur) et Godin.
Eugène Godin, né à Paris le 12 avril 1856 et mort le 25 août 1942, est un poète et bibliothécaire français. 

## Biographie
Fils d'un employé de la Bibliothèque nationale, Guy Godin, il fait ses études au lycée Saint-Louis et entre en 1877 comme surnuméraire à la Bibliothèque. Il est affecté dès 1879 à la Salle publique et est promu sous-bibliothécaire en 1885.
Conservateur-adjoint à la Bibliothèque nationale (1909), membre des hydropathes, secrétaire de rédaction de La Tribune de la Seine, il fonde en 1880 le journal satirique Gulliver qui devient Swift à Lilliput et est publié jusqu'en 1884

## Œuvres
- 1880 : La Cité noire, poésies, A. Lemerre
- 1882 : Chants de belluaire. Le Défaut de la cuirasse, Royan : Muses santones, mise en musique par Gustave Canoby en 1892
- 1886 : La Populace, poésies satiriques
- 1888 : La Lyre de Cahors, à propos comique en 1 acte, en vers, pour l'anniversaire de Molière
- 1905 : L'Encyclopédie nationale
- 1912 : La Salle publique de lecture de la Bibliothèque nationale
- 1912 : L'Éducation d'Huguette, édition de l'"Encyclopédie nationale
- 1914 : Maurice Chardon